# Bryukhovetsky (huyện)
Huyện Bryukhovetsky (tiếng Nga: ? райо́н) là một huyện hành chính tự quản (raion), của Vùng Krasnodar, Nga. Huyện có diện tích 1381 kilômét vuông. Trung tâm của huyện đóng ở Stanitsa Bryukhovetskaya.